# Авенида Диас Велес
Проспект (авенида) Диас Велес (исп. Avenida Díaz Vélez) — улица в городе Буэнос-Айрес, Аргентина. Названа в честь Эустокио Диаса Велеса. Находится в районах Альмагро, Бальванера и Кабальито.

## Путешествуя по улице
Начавшись на границе районов Бальванера и Альмагро, от улицы Галло и железной дороги Сармьенто. Идёт в западном направлении.
Xерез 11 кварталов проходит район Альмагро. Одна из достопримечательностей — церковь parroquia Nuestra Señora de Itatí находится на номер 4019; вскоре после пересечения улицы на номер 4422 находится клуб бокса района Альмагро, далее после пересечения улицы Рио-де-Жанейро входит в район Кабальито. В доме № 4558 расположены офисы Коммуны 6, одной из 15 коммун города, эти отделения ежегодно посещают более трехсот тысяч человек.
Далее находится парк Сентенарио, по номеру 4821 находится Институт Зоонозы Луи Пастера. Номер 4850 носит церковь parroquia Nuestra Señora de los Dolores. Через пару кварталов за номером 5044 расположена стоит больница Hospital Durand.
На пересечении с улицей Авенида Пуэйрредон  идёт строительство станции метро линии I — Диас Велес.
Заканчивается улица у памятника Сид Кампреадор, на пересечении с улицами Авенида Анхель Гальярдо и Авенида Гаона; и продолжается до северо-запада до улицы Авенида Сан-Мартин.

## Название
Улица названа в честь генерала Eustoquio Диаса Велеса (Буэнос-Айрес, 1782 - Буэнос-Айрес, 1856 г.), Аргентинского генерала, который участвовал в британских вторжениях, в Майской революции, в Пиренейских войнах и гражданской войне. Он также был военным губернатором провинции Тукуман, вице-губернатором провинции Санта-Фе и и.о. губернатора Буэнос-Айреса, а также видным помещиком и владельцем ранчо в провинции Буэнос-Айрес.

## Галерея

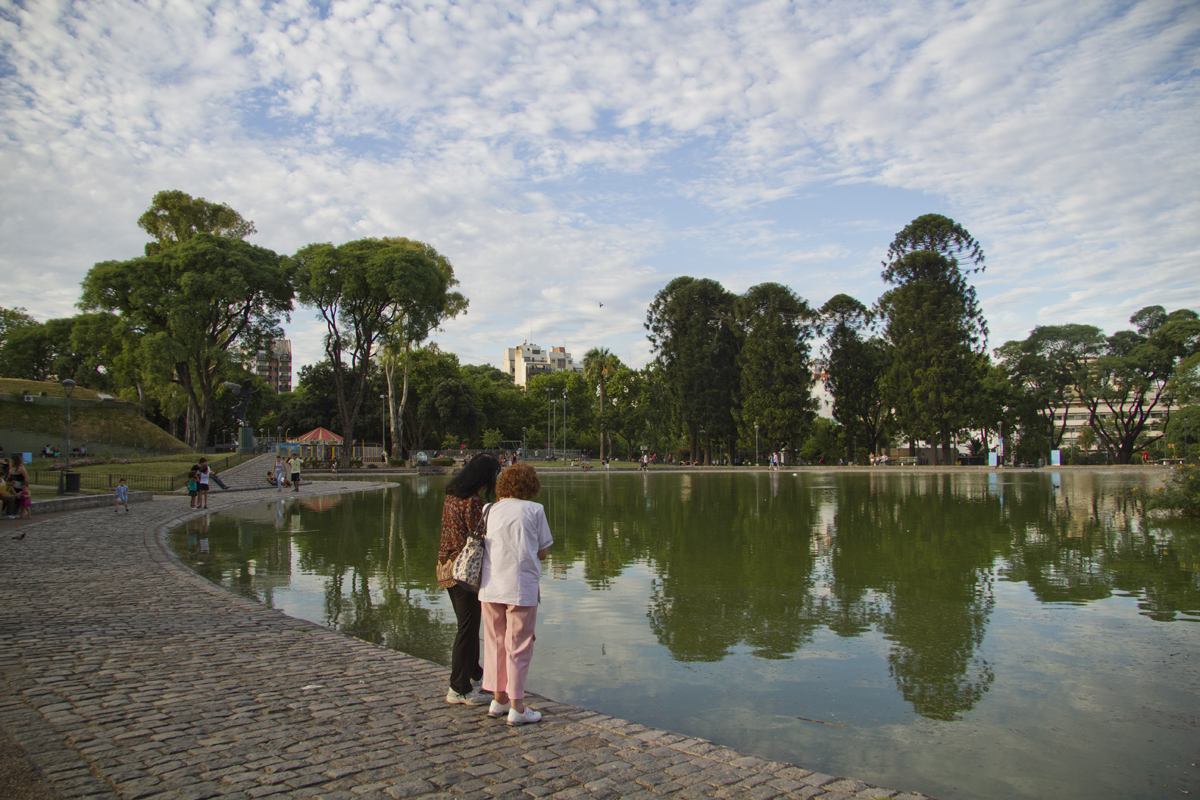
Парк Сентенарио
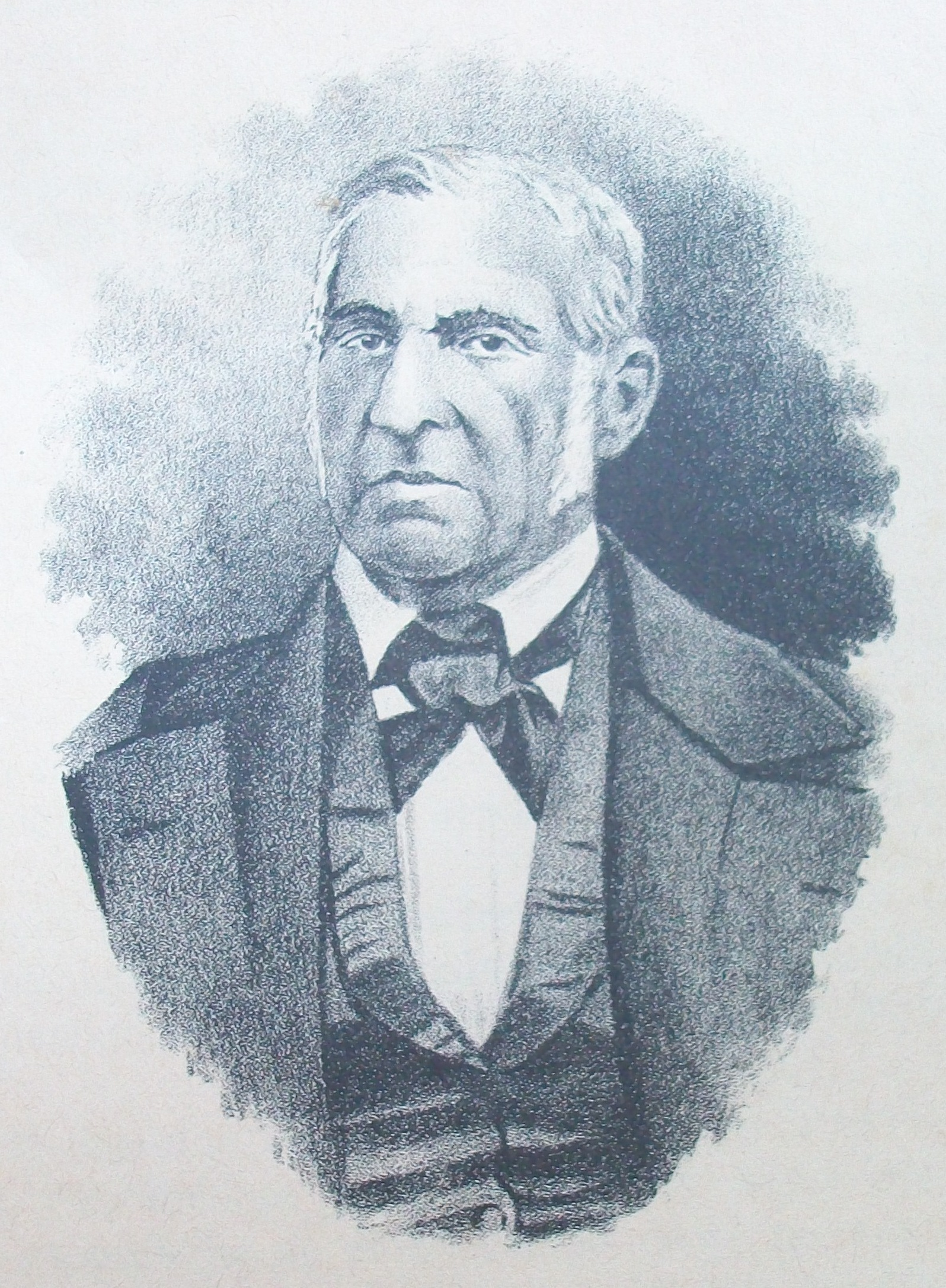
Eustoquio Диас Велес